# L'indimenticabile 1919
L'indimenticabile 1919 (Nezabyvaemyj god 1919) è un film del 1951 diretto da Michail Čiaureli.

## Riconoscimenti
- 1952 - Festival internazionale del cinema di Karlovy Vary
  - Globo di Cristallo